# Frankenfelde (Wriezen)
Das Dorf Frankenfelde ist ein Ortsteil von Wriezen im Landkreis Märkisch-Oderland, Brandenburg, mit aktuell rund 170 Einwohnern.
Frankenfelde befindet sich in der Landschaft Märkische Schweiz. Auf dem Oberbarnim am Rande zum Oderbruch auf bis zu 95 m Höhe gelegen, ist gen Nordosten ein Ausblick von über 20 km möglich. Dazu trägt auch bei, dass das Ortsgebiet nur aus hügeligen Feldern, Wiesen, Alleen, aber nicht aus Wald besteht.
Das Gemeindegebiet erstreckt sich etwa 8 km südwestlich des Stadtkerns von Wriezen an der Landesstraße L33, die das Dorf mit Wriezen und Strausberg verbindet. An dieser Straße unmittelbar vor der Gemarkungsgrenze befindet sich der stillgelegte Bahnhof Schulzendorf b Bad Freienwalde der Wriezener Bahn, über den Frankenfelde bis 1998 an Berlin und Wriezen angebunden war. Die Strecke wird derzeit von der Museumseisenbahn Sternebeck genutzt. Öffentlicher Busverkehr von und nach Frankenfelde erfolgt durch die Linien 885 und 927 der Barnimer Busgesellschaft. Die Busse verbinden die beiden Haltestellen des Dorfes mit Bad Freienwalde (Oder), Wriezen, Prötzel und Strausberg.
Seit 1992 gibt es den Landfrauenverein Frankenfelde, der im Dorfleben fest verankert ist und überregionale Kontakte nach Polen und Bad Pyrmont unterhält.
Weithin sichtbares Wahrzeichen ist die seit 2002 wieder restaurierte Kirche.

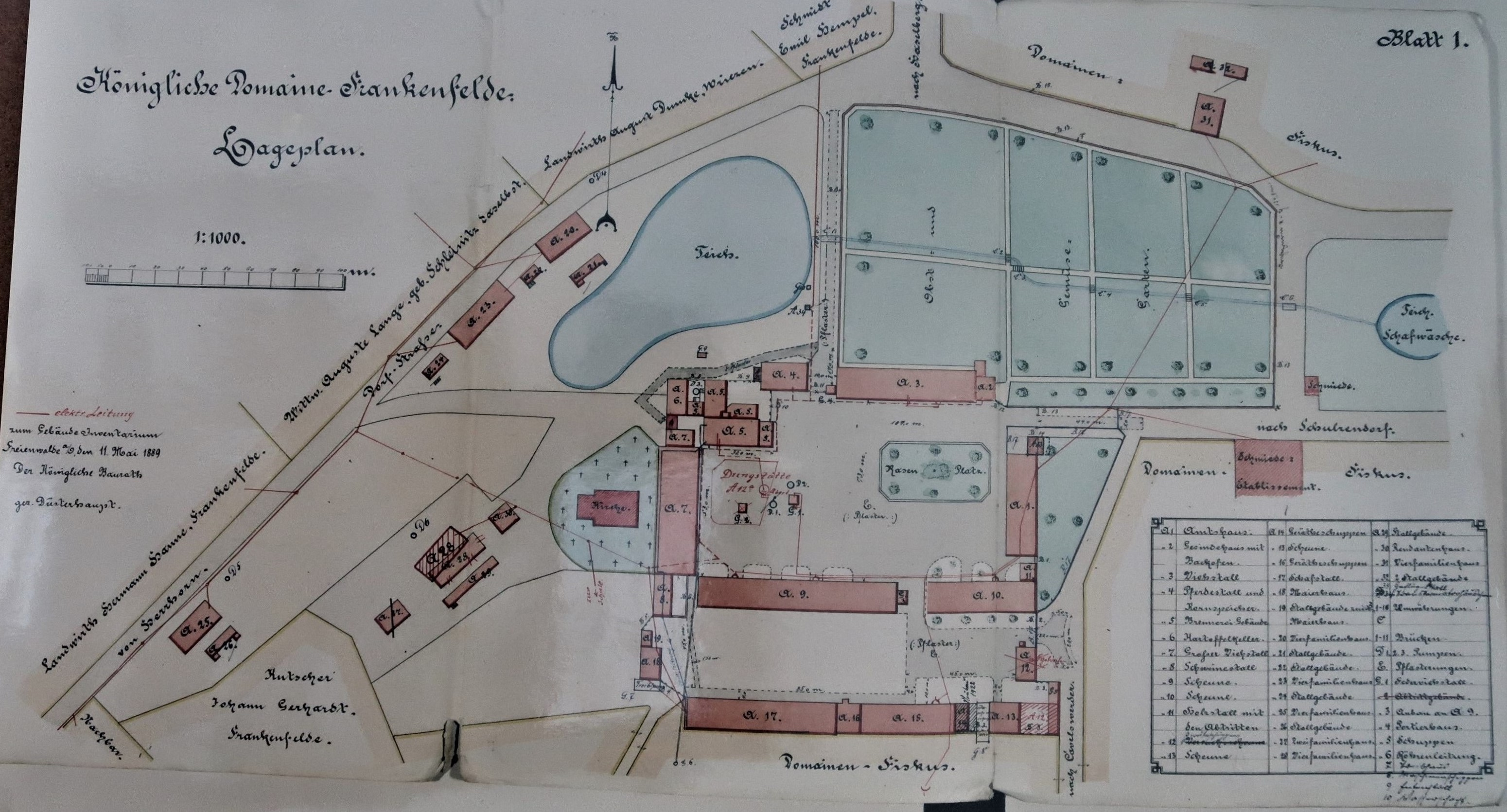
Frankenfelde im Mai 1889 (GStA PK I. HA Rep. 87 Nr. 3242)

## Geschichte
Frankenfelde, eine vergessene Berühmtheit, fand, wie zahlreiche andere Orte des Oberbarnim, seine erste Erwähnung im Landbuch der Mark Brandenburg Kaiser Karls IV. im Jahr 1375, als die Dörfer der Region erstmals systematisch erfasst wurden. Der Ortsname wird als eine Namensübertragung angenommen, entweder abgeleitet von Frankenfelde (Luckenwalde), da nicht wenige Dörfer auf dem Barnim Mitte des 13. Jahrhunderts durch das Zisterzienser-Kloster Zinna gegründet wurden und mit Siedlern aus dem Lande Jüterbog besiedelt wurden, oder von Frankenfelde (Altmark) im Landkreis Börde, da später auch viele Kolonisten aus der Altmark und zur Landesherrschaft des Erzbistums Magdeburg gehörigen Gebieten in der Odergegend siedelten. Von 1375 bis 1683 war der Ort zu verschiedenen Anteilen in dem Besitz des Adelsgeschlechts derer von Pfuel. 1412 werden die Pfuel durch Friedrich I. mit dem Gut belehnt. Damals wurden Gut und Dorf Frankenfelde unterschieden. Im Dorf lebten freie Bauern. 1432 wurde Frankenfelde in den Hussitenkriegen schwer verwüstet. Daraufhin brachte die auf dem Oberbarnim weit verzweigte Familie Barfuß den Großteil des Dorfes in ihren Besitz. Im Jahr 1598 sind laut einer historischen Inschrift im sogenannten Pestfenster der Frankenfelder Kirche 90 Einwohner von Frankenfelde an der Pest gestorben. Nach dem Dreißigjährigen Krieg lebten nur noch fünf Familien im Dorf.
1773 erwarb der Berliner Unternehmer Paul Benedikt Filipp Leonhard Wolff (ab 1786 Paul von Wolff) das Gut in Frankenfelde und andere Dörfer der Umgebung, die er von seinem Schloss im benachbarten Haselberg aus verwalten ließ. Von Wolff wurde 1777 Leiter und 1781 Teilhaber des Königlichen Lagerhauses in Berlin-Mitte, einer der seinerzeit bedeutendsten Wollmanufakturen in Preußen. Dies gab den Anstoß, auf seinen Gütern neueste landwirtschaftliche Methoden auszuprobieren und insbesondere die Schafzucht voranzutreiben. Der Erfolg ließ ihn Nachahmer in der Region finden und war Vorbild weiterer Entwicklungen im Zuge der Preußischen Reformen. Nach seinem Tod 1806 wurde Frankenfelde ein staatliches Domänengut.
Frankenfelde ist durch Kaufvertrag vom 26. April 1816 vom Staat für 72.000 Taler erworben worden. Anschließend wurde auf Veranlassung des Staatskanzlers Karl August von Hardenberg der Grundstein für die Stammschäferei Frankenfelde gelegt, die im Laufe des 19. Jahrhunderts zu einiger Bekanntheit gelangte. Diese verdankt sie nicht zuletzt dem Wirken des berühmten Landwirtschaftsreformers Albrecht Daniel Thaer in Frankenfelde. Mit dem Schreiben Albrecht Daniel Thaer an Staatskanzler Hardenberg vom 4. Februar 1816 wurde das Gut Frankenfelde für die erste staatliche Stammschäferei vorgeschlagen. Von 1839 bis 1843 sowie 1856 bis 1860 hatte der spätere preußische Landwirtschaftsminister Heinrich Friedrich von Itzenplitz die „Oberaufsicht über die Königliche Stammschäferei zu Frankenfelde“ inne. Zu dieser Zeit ist Frankenfelde auch mit dem Wirken von Franz Körte, Albrecht Philipp Thaer, Albrecht Conrad Thaer und der Landwirtschaftlichen Akademie des Landbaus zu Möglin verbunden, welche in Teilen aus den Überschüssen der Stammschäferei finanziert wurde. Es gab Versuchsfelder und einen botanischen Schaugarten im Ort.
Ab 1845 wurde eine von vier Ackerbauschulen in der Mark Brandenburg hier eingerichtet. Landwirte sollten mit neuen Erkenntnissen und Methoden vertraut gemacht und der landwirtschaftliche Nachwuchs ausgebildet werden. In der Encyclopædia Britannica wird 1859 die märkische Wolle als die beste der Welt bezeichnet (“The wool of the Province of Brandenburg is reckoned the best in the world”), und die Modellherden von Frankenfelde finden in diesem Zusammenhang besondere Erwähnung. Zu jener Zeit gab es auch eine Schäfereischule im Ort, welcher sich zu dieser Zeit aus dem Dorf und dem Gut, zu dem zwei Vorwerke im Oderbruch, Cavelswerder und Marienhof bei Neutrebbin, zählten, zusammensetzte. Die Schäferschule in Frankenfelde umfasste in der Regel 8–10 Lehrlinge und hatte die Aufgabe, tüchtige Schäfer für Privatgutsbesitzer auszubilden.
Am 18. Dezember 1861 wurde die Verpachtung der Domäne Frankenfelde für 18 Jahre von Johannis 1862 bis Johannis 1880 öffentlich versteigert. Der Meistbietende war der Amtmann August Eger (1829–1897), wohnhaft in Angermünde, dem das Finanzministerium auch den Zuschlag erteilte. Die Verpachtung der nächsten 18 Jahre erhielt ebenfalls Amtmann/Amtsrat Eger, der kurz vor Ablauf dieser Pachtperiode am 2. Februar 1897 starb. Laut erstmals amtlich publiziertem General-Adressbuch der Rittergutsbesitzer beinhaltete die Domäne vor 1880 etwa 560 ha, davon waren 3 ha Wald und 3 ha Wasser. Der fiskalische Besitz in Frankenfelde hatte keine Rittergutsmatrikel und somit entfiel generell der Anspruch auf einen Sitz im regionalen Kreistag.
Danach erhielt die Witwe Mathilde Eger (1832–1916) die Domäne als Pacht, seit 1901 zusammen mit ihrem Schwiegersohn Arnold Roloff (1869–1932) als Mitpächter. Es gab eine Brennerei, eine Ziegelei und eine Schmiede im Dorf. Am 18. Mai 1878 wurde das Stall- und Brennereigebäude der Domäne durch einen Brand zerstört. Für die Verpachtung der Domäne von Johannis 1880 bis Johannis 1898 erschien an zwei Versteigerungsterminen als einziger Bewerber der bisherige Pächter Oberamtmann August Eger. Landarbeiter und Siedler aus verschiedenen Teilen Preußens fanden hier eine Heimat. Bis Anfang des zwanzigsten Jahrhunderts erlebte die Schafzucht jedoch einen allmählichen Niedergang, da der zunehmende billige Import von Wolle aus Gebieten der Südhalbkugel die heimische Produktion unrentabel werden ließ. Bis 1932 wurde das Gut aufgelöst. Eine Siedlungsgesellschaft errichtete neue Bauernstellen, die Bevölkerungszahl stieg. Auch nach dem Krieg stieg ab 1945 die Zahl der Einwohner durch den Aufenthalt von Flüchtlingen vorübergehend an. Im Verlauf der DDR, mit der Einrichtung der LPG, sind jedoch viele Einwohner fortgezogen.
Am 31. Dezember 1997 schlossen sich Frankenfelde, Biesdorf, Haselberg und Lüdersdorf zur Gemeinde Wriezener Höhe zusammen. Diese wurde bereits am 26. Oktober 2003 in die Stadt Wriezen eingegliedert. Damit ist das Dorf seit 2003 Teil der Stadt Wriezen.

## Einwohnerentwicklung
| Jahr      | 1624 | 1801 | 1821 | 1856 | 1875 | 1890 | 1910 | 1925 | 1933 | 1939 | 1946 | 1950 | 1971 | 1985 | 1990 | 1995 | 2006 | 2012 | 2019 |
| Einwohner | 84   | 135  | 133  | 205  | 186  | 142  | 215  | 173  | 162  | 260  | 297  | 355  | 252  | 192  | 200  | 173  | 175  | 181  | 168  |

- Quellen Einwohnerzahlen:[16][17][18][19][20]

## Sehenswürdigkeiten
- Die Dorfkirche Frankenfelde ist eine Feldsteinkirche aus dem 13. Jahrhundert, die 1776 um einen Kirchturm ergänzt wurde. Zur Kirchenausstattung gehört unter anderem ein Hochaltaraufsatz aus dem Anfang des 17. Jahrhunderts.

## Archivgut (Auswahl)
- Rittergüter, AG Wriezen-Grundbuch der Rittergüter Bd. 2 (vormals Hypothekenbuch der Rittergüter des Oberbarnimschen Kreises); 1810-1894 (Akte), In: BLHA 105 GB K V Bad Freienwalde 542.
- Pachtvertrag vom 25. Febr. 1862 mit dem Amtmann August Eger in Angermünde über die zur Domänenverwaltung übergegangene ehemalige Stammschäferei, Gut Frankenfelde bei Wriezen, für 18 Jahre von Johannis 1862 bis 1880; 1862-1869 (Akte), In: BLHA 2A III D 20578.